# 中日国际轮渡
中日国际轮渡是一家总部位于中国上海的航运公司，由中国远洋运输公司和日本日中国际轮渡株式会社共同出資成立。1985年6月起开始营业。中日国际轮渡在日本东京、神户設有辦事處。